# Meeple

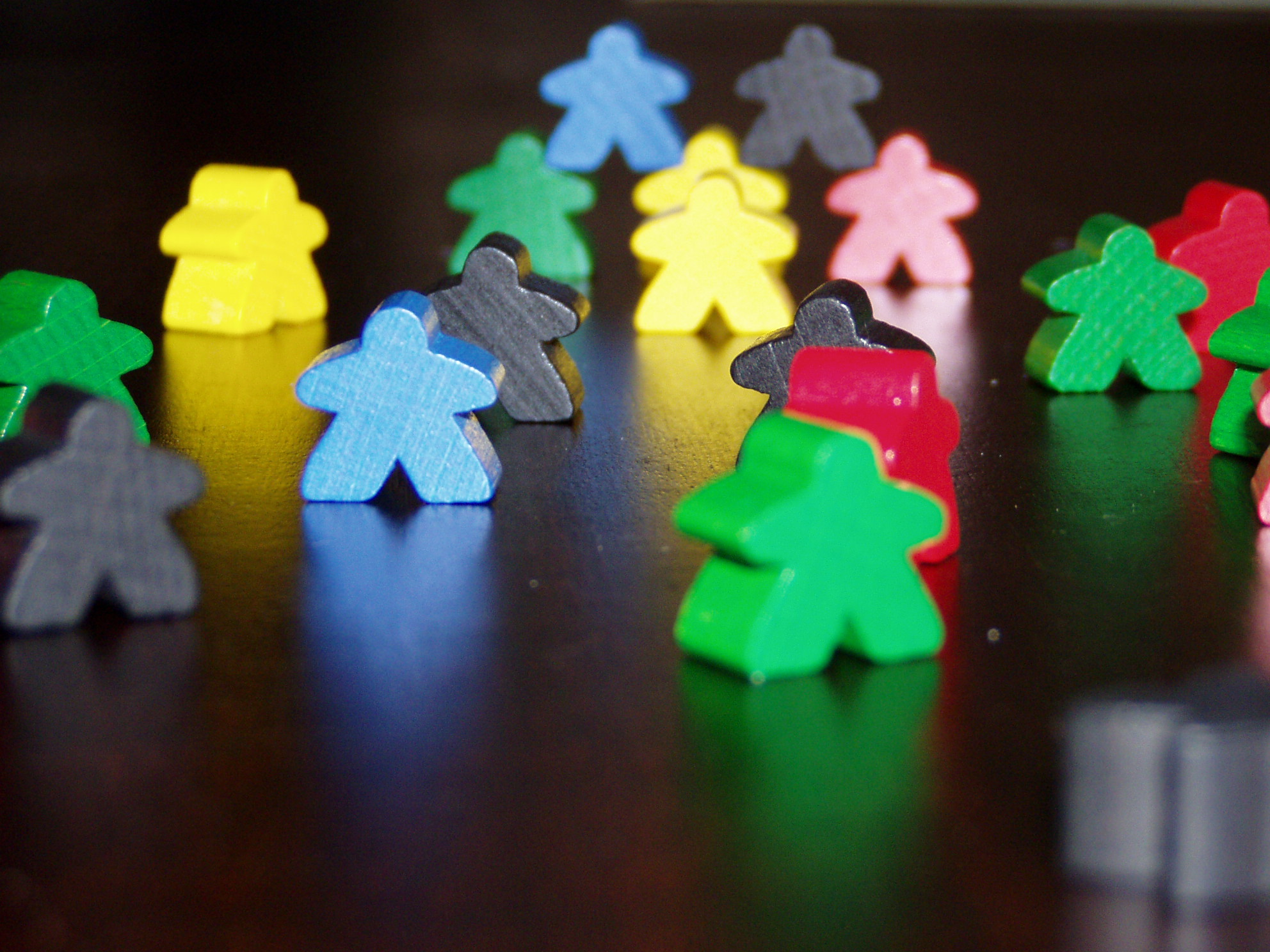
Los meeples del Carcassone han pasado a ser un símbolo para todos los juegos de estilo europeo

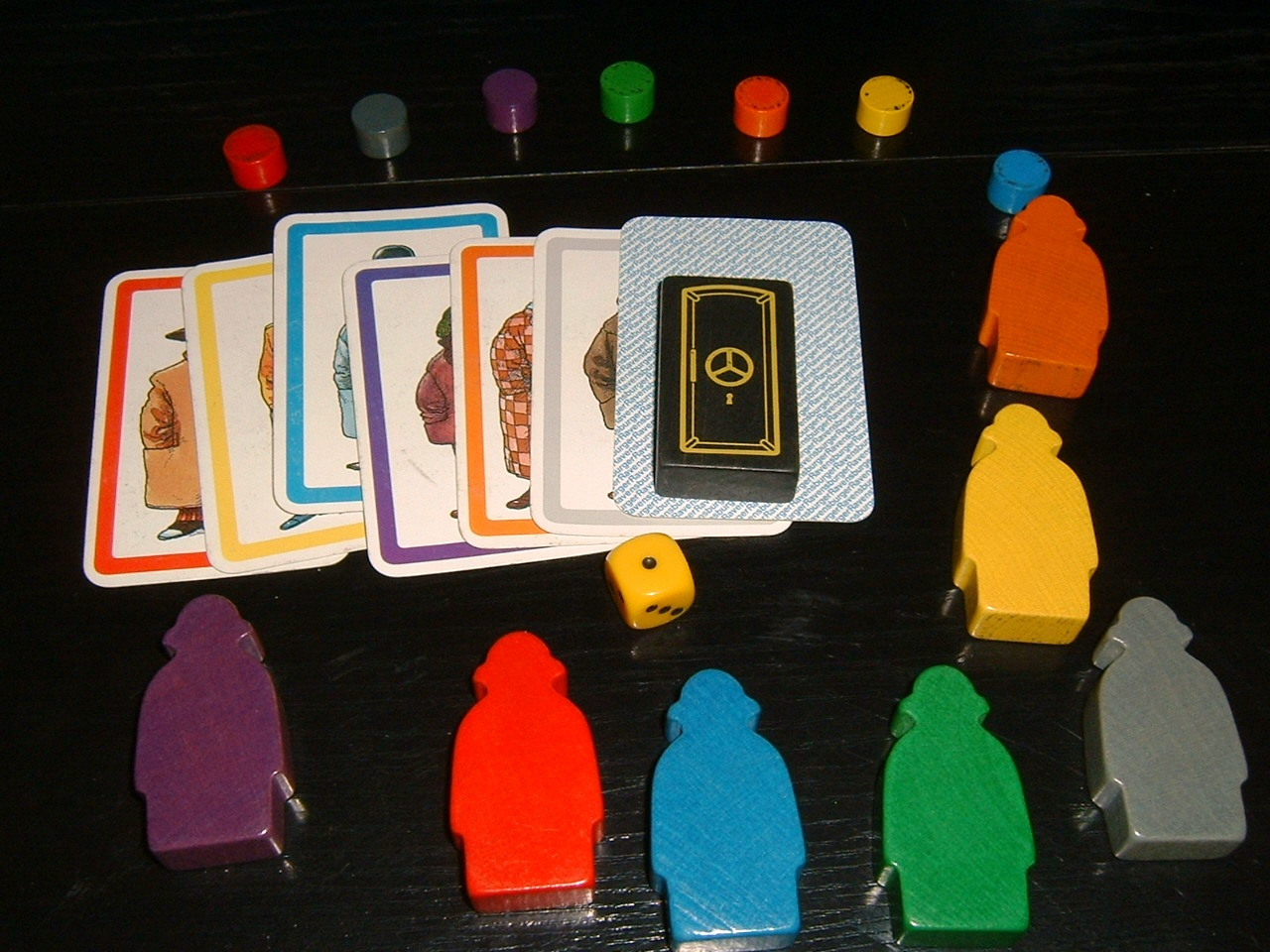
Proto-meeples del Heimlich & Co.

Un meeple es un tipo de pieza de juego característica de los juegos de mesa de estilo europeo. Suele tener forma humanoide y estar hecho de madera pintada en distintos colores, siendo los más famosos los meeples del Carcassone.
El origen de la palabra es el inglés (pronunciado mee-pol  [miːpl] ) y deriva, probablemente, de la expresión "My People" (mi gente).

## Origen
El juego de 1984  Heimlich & Co. ya contaba con figuras humanoides similares a las que hoy conocemos como meeples, al igual que otros juegos posteriores como Europa 1945-2030 (de 1998) o Sumera (de 1999). De todos modos, la figura arquetípica del meeple y su popularización provino del juego Carcassone (de 2000), habiendo sido diseñada, probablemete, por Bernd Brunnhofer, propietario de Hans im Glück, la empresa editora de Carcassone.
La primera referencia específica a la denominación meeple procede de un mensaje dejado en Yahoo! Groups el veintisiete de noviembre del 2000 por la aficionada estadounidense Alison Hanse:

>P.S. Craig what was the name of that other game that uses the little wooden men and women pieces from Europa 1945-2030?

Nobody asked, but I would like to propose that we call these Meeples.

We started calling the little people in Carcasonne this on Saturday (eg- "If I place this here, I would get two points and my meeple back") and they really did remind me of the totally cool pieces in Sumera and Europa 1945-2030. I like games with Meeples!

>PD: Craig, ¿cómo se llamaba ese otro juego que usa las pequeñas piezas de madera de hombrecitos y mujercitas de Europa 1945-2030?

Nadie preguntó, pero me gustaría proponer que las llamáramos Meeples.

Empezamos a llamar así a las personitas de Carcassonne el sábado (por ejemplo, "Si coloco esto aquí, obtendría dos puntos y me devolvería mi meeple") y me recordaron mucho a las piezas geniales de Sumera y Europa 1945-2030. ¡Me gustan los juegos con Meeples!

Según Alicia Nield, propietaria del establecimiento en Texarkana (Texas) llamado MeepleCity, Hansel había creado el nombre accidentalmente como un acrónimo de la expresión "My People" (mi gente).  Desde entonces, el término se ha usado con asiduidad en la comunidad de Internet más grande sobre juegos de mesa (BoardGameGeek) y ha quedado firmemente establecido para esta forma de piezas de juego. Otros juegos, editores y distribuidores de material, así como la literatura especializada también adoptaron la denominación, que también ha dado nombre a uno de los premios internacionales más relevantes del mundo de los juegos de mesa, los Meeples' Choice Awards.
Hasta 2024 se habían publicado más de cuarenta juegos con la palabra meeple en el título.  Algunos, incluso publicados por grandes compañías, adoptaron también la figura concreta del Carcassone, como en los casos de Mutant Meeples (Pegasus Spiele, 2012), Terror in Meeple City (Repos Production, 2013), la serie Meeple Circus (Pegasus Spiele, 2017-2021) o Meeples and Monsters (Alderac Entertainment, 2022).  Para detener esta situación, en 2019 Hans im Glück registró «MEEPLE» como marca registrada de la Unión Europea lo que fue recurrido, entre otros, por la compañía de juegos CMON Limited, con los argumentos de que el término se había usado en el lenguaje común y que la forma misma del meeple era ya previamente de uso habitual en la industria. Esto resultó en que la marca registrada de la UE quedase eximida en la categoría «juguetes y juegos». Sin embargo, Hans im Glück ha registrado el término como marca en Alemania para un uso que sí incluye juguetes y juegos, y la compañía también adquirió la marca registrada de la UE para la forma de la figura de meeple utilizada en Carcassonne.
En 2024, la compañía Cogito Ergo Meeple recibió una orden de cese y desistimiento por uso no autorizado de la marca registrada y decidió cambiar el nombre de su próximo juego de Meeple Inc a Tabletop Inc, y el nombre de la compañía a Cotswold Games. Esto generó preocupación entre los desarrolladores de juegos sobre si el uso de la palabra meeple justificaba el posible litigio. Hans im Glück se diculpó posteriormente por su «acción excesivamente agresiva contra Cotswold Games». Dado que el término y el concepto de meeple no se han registrado fuera de la Unión Europea, personas relacionadas con la industria estadounidense de juegos de mesa (Corey Thompson y Marian McBrine) han registrado el concepto en dicho país, declarando que «no tienen intención alguna de obtener beneficios económicos de esto» y que «tienen la intención de proteger la marca registrada estadounidense de acciones predatorias y les encantaría que la pudiera usar cualquier persona».

## Variantes

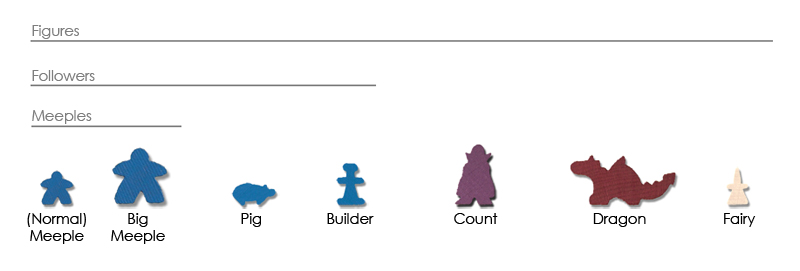
Diversos meeples uados en Carcassone y sus expansiones.

En algunos juegos los meeples se personalizan de varias maneras; por ejemplo, Tiny Epic Quest tiene meeples a los que se pueden acoplar varios elementos como armas, libros, escudos...  Algunos juegos, incluyendo expansiones del Carcassonne, tienen figuras de madera con formas no humanoides que a veces también se llaman meeples; por ejemplo, Dixit tiene meeples con forma de conejo. Un meeple con forma de animal se denomina en ocasiones animeeple. Los meeples de animales de granja a veces se llaman sheeples, los monstruos creeples y los robots bleeples. El término meeple incluso se ha usado ocasionalmente para piezas de juego que representan objetos inanimados, tales como vehículos.